# الدائرة الانتخابية في نيوتاون سانت بيترز
الدائرة الانتخابية في نيوتاون سانت بيترز (بالإنجليزية: Electoral district of Newtown-St Peters) كانت دائرة انتخابية للجمعية التشريعية في ولاية نيو ساوث ويلز الأسترالية، والتي أُنشئَت في عام 1894 مع تقسيم متعدد الأعضاء في نيوتاون، وسُمِّيَت باسم ضاحية سانت بيترز الداخلية في سدني. نيوتاون سانت بيترز مع نيوتاون إرسكين، اُستبدِلَا جُزئيًّا بـنيوتاون المعاد تجديدها في عام 1904.

## أعضاء نيوتاون سانت بيترز
| العضو     | الحزب                      | المدة     |
| --------- | -------------------------- | --------- |
| وليم ريج  | حزب التجارة الحرة المستقلة | 1894–1895 |
| وليم ريج  | حزب التجارة الحرة          | 1895–1901 |
| جيمس فالك | حزب التحرر المستقل         | 1901–1904 |

## طالِع أيضًا
- الدائرة الانتخابية في نيوتاون إرسكين